# Malacatancito
Malacatancito é uma cidade da Guatemala do departamento de Huehuetenango.